# Avicularia rutilans
Avicularia rutilans là một loài nhện trong họ Theraphosidae và thuộc chi Avicularia. Loài này phân bố ở Colombia.